# J.League Cup 2000
Der J.League Cup 2000, offiziell aufgrund eines Sponsorenvertrages mit dem Gebäckhersteller Yamazaki Nabisco nach einer Marke desselben 2000 J.League Yamazaki Nabisco Cup genannt, war die achte Ausgabe des J.League Cup, des höchsten Fußball-Ligapokal-Wettbewerbs in Japan.

## Spieler
| Verein               | Spieler |
| -------------------- | --- |
| Consadole Sapporo    | Yōhei Satō (2/0), Ryūji Tabuchi (2/0), Hideaki Mori (1/0), Yoshihiro Natsuka (1/0), Kensaku Ōmori (2/0), Yoshikazu Nonomura (2/0), Biju (1/0), Emerson (1/0), Almir (2/0), Ryūji Bando (1/0), Tomotaka Fukagawa (2/0), Tsuyoshi Furukawa (2/0), Tatsuya Murata (1/0), Kenji Kikawada (1/1), Hiromasa Suguri (1/0), Takuya Takagi (1/0), Yuzuki Itō (1/0), Tamotsu Komatsuzaki (1/0), Yū Kawamura (1/0), Kōji Yamase (1/0) |
| Vegalta Sendai       | Norio Takahashi (1/0), Yoshihito Yamaji (2/0), Katsuyuki Saitō (1/0), Eiji Gaya (2/0), Naoki Chiba (2/0), Kōji Nakajima (1/0), Rodrigo (1/0), Shinji Fujiyoshi (1/0), Tomohiro Hasumi (2/0), Suguru Itō (1/0), Makoto Segawa (2/0), Kazuya Iio (2/0), Yasutaka Kobayashi (2/0), Hiroyuki Tazawa (2/0), Ken Ishikawa (1/0), Toshihiro Yahata (1/0), Satoshi Ōtomo (2/0), Tomokazu Hirama (2/0) |
| Montedio Yamagata    | Katsumi Suzuki (2/0), Toshihiko Uchiyama (2/0), Masayuki Ōta (2/0), Hironari Iwamoto (2/0), Kenji Takahashi (2/0), Tatsuma Yoshida (2/0), Teppei Nishiyama (2/1), Satoshi Mashimo (1/0), Jeferson (1/0), Daisuke Nakamori (2/0), Gakuya Horii (1/0), Takayuki Odajima (1/0), Junji Satō (2/0), Hideki Matsuda (1/0), Ryōsuke Nemoto (1/0), Masakazu Washida (2/0) |
| Kashima Antlers      | Akira Narahashi (7/1), Yutaka Akita (7/0), Fabiano (6/0), Kōji Nakata (2/2), Yasuto Honda (5/0), Naoki Sōma (7/0), Tomoyuki Hirase (5/4), Bismarck (7/2), Yoshiyuki Hasegawa (5/0), Atsushi Yanagisawa (3/0), Masashi Motoyama (3/1), Mitsuo Ogasawara (5/2), Kōji Kumagai (6/0), Yoshirō Nakamura (2/0), Daijirō Takakuwa (4/0), Jun Uchida (2/0), Kenji Haneda (5/0), Takuya Nozawa (1/0), Yūichi Nemoto (2/0), Hitoshi Sogahata (3/0), Takayuki Suzuki (5/3) |
| Mito HollyHock       | Kōji Homma (1/0), Yasuhiro Yamamura (1/0), Taku Watanabe (2/0), Keiju Karashima (2/0), Toshimasa Toba (2/0), Nobuhisa Isono (1/0), Daisuke Sudō (1/1), Jun Mizuno (1/0), Norio Murata (1/0), Ken’ichi Sugano (2/0), Yoshio Kitagawa (2/0), Daisuke Tomita (2/0), Shūgo Nishikawa (1/0), Takashi Imoto (2/0), Takehiro Ōtani (2/0), Kazuaki Hayashi (1/0), Nozomu Kanaguchi (2/0), Michael Yano (2/1) |
| Urawa Reds           | Nobuhisa Yamada (2/0), Toshiya Ishii (2/0), Masayuki Okano (2/0), Yasushi Fukunaga (2/0), Yūichirō Nagai (2/1), Tsutomu Nishino (2/0), Kenji Ōshiba (2/1), Shinji Jōjō (1/0), Kōhei Morita (1/0), Yōhei Nishibe (1/0), Tomoyasu Andō (1/0), Hideki Uchidate (1/0), Ichiei Muroi (2/0), Katsuyuki Miyazawa (1/0), Tomoyuki Yoshino (2/0), Tōru Chishima (1/0), Kubica (1/0) |
| Omiya Ardija         | Atsushi Shirai (1/0), Jan (2/0), Tetsurō Uki (2/0), Ryūgo Okamoto (2/0), Masato Harasaki (2/0), Hideyuki Ujiie (2/0), Kōji Noguchi (1/0), Mark Burke (2/0), Kazushi Isoyama (2/0), Yūsuke Satō (1/0), Yūji Yokoyama (2/0), Masato Saitō (2/0), Akinori Kosaka (2/0), Daiju Matsumoto (1/0), Hidetoyo Watanabe (1/0), Toshimi Kikuchi (1/0), Jorginho (2/0) |
| JEF United Ichihara  | Ken’ichi Shimokawa (2/0), Eisuke Nakanishi (1/0), Ichizō Nakata (4/0), Takayuki Chano (1/0), Satoshi Yamaguchi (3/0), Tomoyuki Sakai (2/0), Shin’ichi Mutō (2/0), Yūki Abe (3/0), Katsutomo Ōshiba (3/0), Baron (3/1), Tomonori Tateishi (1/0), Takenori Hayashi (4/2), Hiroyasu Ibata (3/0), Ryō Kushino (1/0), Shinji Murai (2/0), Ryōhei Nishiwaki (1/0), Burca (2/1), Yūki Inoue (3/0), Takuma Sugano (1/0), Olaroiu (1/0), Hisato Satō (4/2), Yūto Satō (2/0), Kim Myung-hwi (2/0), Takafumi Ogura (1/1), Takayuki Nishigaya (2/0), Yasushi Kita (2/0)                                                         |
| Kashiwa Reysol       | Shigenori Hagimura (2/0), Norihiro Satsukawa (2/0), Takeshi Watanabe (2/0), Tomonori Hirayama (1/0), Tomokazu Myōjin (2/0), Hideaki Kitajima (2/0), Harutaka Ōno (2/1), Nozomu Katō (2/0), Mitsuteru Watanabe (1/0), Makoto Sunakawa (1/0), Tōru Irie (1/0), Hong Myung-bo (2/0), Motohiro Yoshida (2/0), Tarō Hasegawa (1/0), Keiji Tamada (1/0), Hwang Sun-hong (1/0) |
| FC Tokyo             | Naruyuki Naitō (2/0), Sandro (2/0), Satoru Asari (1/0), Ryūji Fujiyama (2/0), Tuto (2/1), Amaral (2/0), Tadatoshi Masuda (2/0), Yukihiko Satō (2/0), Takuya Jinno (2/0), Toshiki Koike (2/0), Yōichi Doi (2/0), Tetsuhiro Kina (1/0), Masamitsu Kobayashi (2/0), Shin’ya Sakoi (2/0), Takayuki Komine (2/0) |
| Verdy Kawasaki       | Takuya Yamada (5/0), Yūsuke Mori (1/0), Kentarō Hayashi (6/0), Atsushi Yoneyama (6/0), Kazuyoshi Mikami (6/0), Yoshiyuki Kobayashi (2/0), Tsuyoshi Kitazawa (1/0), Hayato Yano (2/0), Kim Hyun-seog (4/1), Teruo Iwamoto (2/0), Kiyomitsu Kobari (5/0), Keiji Ishizuka (6/0), Yūji Hironaga (3/1), Kōichi Sugiyama (5/0), Naoto Sakurai (2/0), Yoshihiro Nishida (2/0), Nobuhiro Takeda (1/0), Kazunori Iio (4/0), Kenji Honnami (1/0), Yūji Nakazawa (3/0), Kim Doh-keun (4/1), Yōsuke Ikehata (1/1), Kazuki Hiramoto (2/0), Toshimi Kikuchi (2/0), Osamu Umeyama (4/0), Hiromasa Suguri (2/0), Ryang Gyu-sa (2/0) |
| Kawasaki Frontale    | Takeshi Urakami (9/0), Eiji Takada (2/0), Ryōsuke Okuno (7/0), Pedrinho (2/0), Shūhei Terada (2/0), Tōru Oniki (7/0), Takayuki Suzuki (2/0), Yasuyuki Moriyama (5/0), Mazinho (1/1), Tatsuru Mukōjima (1/0), Naoki Urata (2/0), Yoshinori Doi (1/0), Shinji Ōtsuka (4/0), Alvarenga (2/1), Akira Itō (5/1), Yasuhiro Nagahashi (4/0), Yūsuke Nakatani (1/0), Tomoaki Kuno (8/1), Taketo Shiokawa (6/0), Tetsuya Ōishi (4/1), Kazuki Ganaha (7/2), Akira Konno (4/0), Takumi Morikawa (4/0), Junji Nishizawa (7/0), Takeo Harada (7/0), Isidoro (4/1), Daniel (5/0), Ricardinho (5/2), Luiz (3/1)                    |
| Yokohama F. Marinos  | Yoshikatsu Kawaguchi (5/0), Naoki Matsuda (3/0), Yasuhiro Hato (6/0), Norio Omura (6/2), Yoshiharu Ueno (6/1), Hideki Nagai (5/1), Yoo Sang-chul (6/4), Atsuhiro Miura (3/0), Shunsuke Nakamura (4/1), Takayuki Yoshida (2/0), Maldonado (1/0), Masahiro Andō (1/0), Kunio Nagayama (6/0), Seiji Koga (2/0), Tatsuya Enomoto (2/0), Akihiro Endō (5/0), Daisuke Tonoike (6/3), Kazunari Okayama (1/0), Shintarō Harada (2/0), Naohiro Ishikawa (1/0), Edmilson (5/1), Juric (4/0) |
| Shonan Bellmare      | Teruyuki Moniwa (2/0), Takuya Kawaguchi (2/0), Sanabria (2/0), Ortiz (2/0), Yasunori Takada (2/0), Masakiyo Maezono (2/0), Tomohiro Wanami (1/0), Yoshika Matsubara (2/1), Manabu Komatsubara (2/0), Yūichi Mizutani (2/0), Keita Isozaki (1/0), Kentarō Suzuki (1/0), Ryō Sakai (1/0), Kazuhiko Tanabe (2/1), Jun’ichi Watanabe (1/0), Hiroyuki Shirai (1/0), Yūzō Funakoshi (1/0) |
| Ventforet Kofu       | Masahiro Kanō (2/0), Susumu Watanabe (1/0), Kenji Nakada (2/0), Terumasa Kin (2/1), Tatsuya Ai (2/0), Satoru Yoshida (2/0), Antonio (2/0), Masahiro Shimmyō (2/0), Hiroyuki Dobashi (2/0), Shin’ichi Fujita (2/0), Daichi Fukushima (1/0), Kazuki Kuranuki (2/0), Tomohiko Itō (2/0), Luis (1/0) |
| Albirex Niigata      | Masanori Kizawa (2/0), Sergio (2/0), Katsuo Kanda (2/0), Tadahiro Akiba (2/0), Katsutoshi Dōmori (2/0), Nascimento (2/0), Hiroki Hattori (1/0), Naoki Naruo (2/0), Keiichirō Nakano (2/0), Yoshito Terakawa (1/0), Naoki Takahashi (2/0), Isao Homma (1/0), Takamichi Kobayashi (1/0), Shingo Suzuki (2/0), Takayoshi Shikida (2/1), Kōichi Kidera (2/0) |
| Shimizu S-Pulse      | Masanori Sanada (5/0), Toshihide Saitō (6/0), Takuma Koga (3/0), Kazuyuki Toda (6/0), Santos (5/4), Katsumi Ōenoki (6/0), Teruyoshi Itō (4/0), Alex (5/0), Sōtarō Yasunaga (4/2), Masaaki Sawanobori (4/1), Ryūzō Morioka (2/0), Fabinho (2/1), Oliva (2/1), Kōhei Hiramatsu (5/1), Yoshikiyo Kuboyama (5/2), Takayuki Yokoyama (2/0), Shōhei Ikeda (2/0), Takaya Kurokawa (1/0), Daisuke Ichikawa (6/1), Taijirō Kurita (1/0), Masahiro Endō (1/0), Yasuhiro Yoshida (5/0) |
| Júbilo Iwata         | Hideto Suzuki (4/0), Gō Ōiwa (1/0), Masami Ihara (3/0), Makoto Tanaka (4/0), Toshihiro Hattori (1/1), Fumitake Miura (2/0), Daisuke Oku (4/0), Masashi Nakayama (4/1), Toshiya Fujita (4/1), Nobuo Kawaguchi (3/0), Takahiro Yamanishi (3/0), Norihisa Shimizu (2/0), Naohiro Takahara (2/0), Jō Kanazawa (3/0), Takashi Fukunishi (4/0), Zivkovic (3/0), Van Zwam (4/0), Radchenko (4/1) |
| Nagoya Grampus Eight | Seigō Narazaki (2/0), Romildo (2/1), Kazuhisa Iijima (1/0), Motohiro Yamaguchi (6/1), Oulida (6/1), Ueslei (4/1), Stojkovic (5/2), Kunihiko Takizawa (5/2), Masahiro Koga (4/0), Masayuki Ōmori (6/0), Seiji Honda (4/0), Kenji Fukuda (6/0), Ryūta Hara (2/0), Tetsuya Okayama (6/3), Masahiro Iwata (1/0), Wagner Lopes (4/0), Kō Ishikawa (6/0), Taisei Fujita (1/0), Yasunari Hiraoka (5/1), Naoki Hiraoka (4/0) |
| Kyoto Purple Sanga   | Hiroshi Noguchi (6/0), Tadashi Nakamura (7/0), Naoto Ōtake (7/0), Edinho Baiano (6/1), Jin Satō (6/0), Kazuki Satō (6/1), Shigeyoshi Mochizuki (2/0), Tomoaki Matsukawa (4/0), Regis (4/3), Kazuyoshi Miura (7/2), Park Ji-sung (2/0), Makoto Atsuta (6/0), Yasuhito Endō (6/1), Teruaki Kurobe (5/1), Kazuki Teshima (4/0), Hideo Ōshima (1/0), Shigeki Tsujimoto (1/0), Naohito Hirai (8/0), Masato Kawaguchi (1/0), Shin’ya Tomita (2/0), Daisuke Saitō (2/0), Daisuke Matsui (7/1), Kentarō Yoshida (2/0), Takashi Hirano (4/0)                                                                                 |
| Gamba Osaka          | Hayato Okanaka (1/0), Takehito Suzuki (2/0), Tsuneyasu Miyamoto (4/0), Jun’ichi Inamoto (4/1), Naoki Hiraoka (2/0), Hitoshi Morishita (1/0), Andradina (2/0), Nino Bule (1/0), Vital (4/0), Hiromi Kojima (3/0), Takayuki Yamaguchi (4/1), Masao Kiba (2/0), Takahiro Futagawa (2/0), Tōru Araiba (4/1), Kōta Yoshihara (2/0), Dambury (3/0), Yoshiki Okamura (1/0), Naoki Matsuyo (1/0), Ryōta Tsuzuki (2/0), Masanobu Matsunami (4/2), Masashi Ōguro (2/0), Hiroshige Yanagimoto (2/0) |
| Cerezo Osaka         | Pericles (1/0), Kazuaki Tasaka (4/0), Shigeki Kurata (4/0), Yoon Jong-hwan (3/0), Takeo Harada (2/0), Hiroaki Morishima (4/0), Akinori Nishizawa (3/2), Noh Jung-yoon (4/0), Masaya Nishitani (3/0), Yasuo Manaka (4/0), Toshihiro Uchida (1/0), Satoru Suzuki (4/0), Daisuke Saitō (3/0), Daizō Okitsu (3/0), Kazuo Shimizu (2/0), Takashi Uemura (4/1), Kazumasa Kawano (1/0), Hideaki Ozawa (3/0), Kiyokazu Kudō (2/0) |
| Vissel Kobe          | Makoto Kakegawa (2/0), Keiji Kaimoto (1/0), Megumu Yoshida (4/0), Yukio Tsuchiya (3/0), Choi Sung-yong (4/0), Michiyasu Osada (4/2), Takanori Nunobe (4/2), Shigetoshi Hasebe (4/0), Mitsutoshi Watada (4/1), Akihiro Nagashima (1/0), Shigeru Morioka (2/0), Kōji Yoshimura (3/0), Jirō Takeda (2/0), Ha Seok-ju (1/0), Takashi Kojima (2/0), Masakazu Senuma (3/2), Mitsunori Yabuta (1/1), Jun’ichi Kawamura (1/0), Tomo Sugawara (4/0), Naoto Matsuo (2/0), Kazuhiro Mori (1/0) |
| Sanfrecce Hiroshima  | Takashi Shimoda (4/0), Kentarō Sawada (1/0), Hiroyoshi Kuwabara (4/0), Tetsuya Itō (2/0), Hajime Moriyasu (2/0), Makoto Ōkubo (3/0), Toshihiro Yamaguchi (1/0), Tatsuhiko Kubo (3/0), Chikara Fujimoto (3/1), Satoshi Koga (2/0), Yutaka Takahashi (2/0), Yūsaku Ueno (2/0), Shin’ya Kawashima (3/0), Kōta Hattori (3/0), Popovic (3/2), Ken’ichi Uemura (3/0), Kazuyuki Morisaki (4/0), Kōji Morisaki (2/0), Yūichi Komano (3/0), Miguel (3/1), Keisuke Kurihara (1/0), Corica (2/1) |
| Avispa Fukuoka       | Hideki Tsukamoto (2/0), Shin’ichi Kawaguchi (1/0), Masafumi Mizuki (1/0), Mitsuaki Kojima (2/0), Yasutoshi Miura (1/0), Yoshiyuki Shinoda (3/0), Satoru Noda (3/0), Kiyotaka Ishimaru (3/0), Montoya (3/0), Daisuke Nakaharai (1/0), Badea (2/2), Yoshitaka Fujisaki (2/0), Takeshi Ushibana (2/1), Masaru Hashiguchi (2/0), Tomoji Eguchi (4/1), Daisuke Nitta (1/0), Katsuhiro Suzuki (1/0), Tatsunori Hisanaga (4/0), Kōji Maeda (2/0), Kazuyoshi Matsunaga (2/1), Takuji Miyoshi (2/0), Michiaki Kakimoto (1/0), Nobuyuki Kojima (2/0), Takashi Hirajima (4/0), Hiroki Hattori (1/1)                            |
| Sagan Tosu           | Riki Takasaki (2/0), Kōji Arimura (1/0), Pak Yong-ho (1/1), Rikiya Kawamae (2/0), Yoshinori Matsuda (2/0), Satoru Kobayashi (2/0), Ōmi Satō (2/0), Kōsei Kitauchi (2/0), Kōichirō Katafuchi (1/0), Shin Nakamura (1/0), Masato Koga (2/0), Haruhiko Satō (2/0), Yasuhide Ihara (2/0), Kenta Shimaoka (1/0), Kenji Takagi (2/0), Tatsuomi Koishi (2/0) |
| Oita Trinita         | Takashi Miki (1/0), Yasunari Hiraoka (1/0), Sidiclei (2/1), Daiki Wakamatsu (1/0), Motoki Kawasaki (2/1), Iwao Yamane (2/0), Valdney (2/1), Will (2/0), Susumu Ōki (2/0), Tetsuya Yamazaki (1/0), Takashi Shōji (1/0), Haruki Seto (2/0), Takashi Umeda (1/0), Tomohiro Katanosaka (1/0), Kenji Koyama (2/0), Akira Kaji (1/0), Yūzō Wada (1/0), Toshihiro Yoshimura (1/0), Yoshiya Takemura (2/0) |

## Ergebnisse

### 1. Runde
|                     | Gesamt |                   | Hinspiel | Rückspiel |
| ------------------- | ------ | ----------------- | -------- | --------- |
| Urawa Reds          | 2:4    | Kawasaki Frontale | 0:3      | 2:1       |
| Verdy Kawasaki      | 3:1    | Sagan Tosu        | 1:0      | 2:1       |
| Vegalta Sendai      | 0:3    | Cerezo Osaka      | 0:2      | 0:1       |
| Kyoto Purple Sanga  | 4:1    | Albirex Niigata   | 1:0      | 3:1       |
| Consadole Sapporo   | 1:3    | Gamba Osaka       | 1:2      | 0:1       |
| Avispa Fukuoka      | 3:2    | Shonan Bellmare   | 3:2      | 0:0       |
| Sanfrecce Hiroshima | 3:1    | Montedio Yamagata | 3:0      | 0:1       |
| Yokohama F. Marinos | 7:1    | Ventforet Kofu    | 2:0      | 5:1       |
| JEF United Ichihara | 5:4    | Ōita Trinita      | 2:2      | 3:1       |
| Mito HollyHock      | 2:7    | Shimizu S-Pulse   | 1:4      | 1:3       |
| Vissel Kobe         | 6:0    | Omiya Ardija      | 4:0      | 2:0       |

### 2. Runde
|                      | Gesamt          |                     | Hinspiel | Rückspiel |
| -------------------- | --------------- | ------------------- | -------- | --------- |
| Kashiwa Reysol       | 1:2             | Kawasaki Frontale   | 0:1      | 1:1       |
| Verdy Kawasaki       | 2:0             | Cerezo Osaka        | 1:0      | 1:0       |
| FC Tokyo             | 1:2             | Kyoto Purple Sanga  | 1:1      | 0:1       |
| Júbilo Iwata         | 2:2 (3-2 i. E.) | Gamba Osaka         | 2:0      | 1:2       |
| Kashima Antlers      | 4:3             | Avispa Fukuoka      | 1:1      | 3:2       |
| Sanfrecce Hiroshima  | 2:4             | Yokohama F. Marinos | 1:4      | 1:0       |
| Nagoya Grampus Eight | 3:2             | JEF United Ichihara | 1:1      | 2:1       |
| Shimizu S-Pulse      | 4:2             | Vissel Kobe         | 0:2      | 4:0       |

### Viertelfinale
|                      | Gesamt |                     | Hinspiel | Rückspiel |
| -------------------- | ------ | ------------------- | -------- | --------- |
| Kawasaki Frontale    | 2:0    | Verdy Kawasaki      | 0:0      | 2:0       |
| Kyoto Purple Sanga   | 3:2    | Júbilo Iwata        | 1:1      | 2:1       |
| Kashima Antlers      | 3:2    | Yokohama F. Marinos | 2:1      | 1:1       |
| Nagoya Grampus Eight | 6:4    | Shimizu S-Pulse     | 6:4      | 0:0       |

### Halbfinale
|                   | Gesamt |                      | Hinspiel | Rückspiel |
| ----------------- | ------ | -------------------- | -------- | --------- |
| Kawasaki Frontale | 3:2    | Kyoto Purple Sanga   | 2:0      | 1:2       |
| Kashima Antlers   | 6:3    | Nagoya Grampus Eight | 3:1      | 3:2       |

### Finale
|                   | Ergebnis |                 |
| ----------------- | -------- | --------------- |
| Kawasaki Frontale | 0:2      | Kashima Antlers |